# Hemerotrecha serrata
Hemerotrecha serrata är en spindeldjursart som beskrevs av Muma 1951. Hemerotrecha serrata ingår i släktet Hemerotrecha och familjen Eremobatidae. Inga underarter finns listade i Catalogue of Life.